# Sherry Wolf
Sherry Wolf (Brooklyn, Nova Iorque, 4 de maio de 1965) é uma escritora, ativista LGBT, feminista e socialista estado-unidense.

## Biografia
Wolf cresceu em Long Island, Nova Iorque. Ele estudou filosofia na Universidade do Noroeste. Na faculdade, ela foi lésbica e se tornou uma socialista ativa. Ela é vice-diretora da International Socialist Review e coordenadora sindical da Associação Americana de Professores Universitários da Universidade Rutgers.

## Escritora
Wolf escreveu o livro Sexualidade e socialismo: história, política e teoria da libertação LGBT, onde analisa a história, política e teoria dos direitos LGBT de uma perspectiva feminista marxista e pós-modernista. O livro recebeu críticas positivas e negativas na imprensa sueca e americana. O livro foi citado várias vezes na literatura científica.
Wolf escreveu artigos para discussão em The Nation, The Advocate, Counterpunch, Monthly Review, Dissident Voice, Socialist Worker, International Socialist Review e New Politics. Os diferentes tópicos sobre os quais ele escreveu são questões de LGBT, imperialismo, esporte, conflito entre Israel e Palestina, feminismo e política dos EUA.

## Ativismo
Wolf era membro do comitê executivo que organizou a Marcha Nacional pela Igualdade, uma grande demonstração que em 2009 reuniu 200.000 manifestantes em Washington, D.C. para exigir direitos iguais às pessoas LGBT. Ela também foi uma das oradoras. Esta foi a primeira grande manifestação de LGBT nos Estados Unidos, com o objetivo de pressionar o presidente Barack Obama a cumprir suas promessas sobre questões LGBT.
Wolf, que é judeu, é membro da rede internacional antissionista judaica. Ela acredita que as críticas ao estado Israel não são semelhantes a antissemitismo. Ela apóia ativamente a luta palestina e a campanha internacional contra produtos e investimentos israelenses.

## Obras (em inglês)
- Sexuality and Socialism: History, Politics, and Theory of LGBT Liberation, Haymarket Books, Chicago, 2009, ISBN 9781931859790 (em inglés).
- When Will the US Catch Up with Africa?, Counterpunch, 17 de novembro de 2006.
- Israel, the “lobby,” and the United States: The watchdog, not the master, International Socialist Review, março-abril de 2007.
- Ron Paul, Libertarianism, and the Freedom to Starve to Death, MRZine, 11 de dezembro de 2007.
- Why The Left Must Reject Ron Paul, Dissident Voice, 13 de dezembro de 2007.
- LGBT Political Cul-de-sac: Make a U-Turn, New Politics, 2009.
- Caster Semenya: The Idiocy of Sex Testing, The Nation, 21 de agosto de 2009.
- Leveling the playing field, Socialist Worker, 27 de maio de 2010.
- Why are Liberals Building the Right?, CounterPunch, 11 de outubro de 2010.
- America's Deepest Closet, The Nation, 27 de julho de 2011.
- Save New York's Center, The Advocate, 1 de março de 2011.
- "What's So Gay About Apartheid?", Socialist Worker, 18 de agosto de 2011.
- What's behind the rise of BDS?, International Socialist Review, 2014.

## Entrevistas (em português, alemão e inglês)
- Entrevistamos Sherry Wolf, autora do livro "Sexualidade e Socialismo", Entrevista Diário, 28 de junho de 2015. (em português)
- Sexualität & Sozialismus, Klasse Gegen Klasse, 16 de outubro de 2015. (em alemão)
- Mosque debate heats up, Hardball with Chris Matthews, 23 de agosto de 2010. (em inglês)
- Sherry Wolf: The Ruckus Over Israeli Apartheid Week, the Gay Center, and a Porn Star, The Village Voice, 24 de fevereiro de 2011. (em inglês)
- Lesbian socialist: Do we really want to be part of 'traditional marriage'?, The Advocate, 26 de junho de 2015. (em inglês)
- Socialism and LGBT Liberation, Left Voice, 7 de setembro de 2015. (em inglês)